# NGC 6003
NGC 6003 (również PGC 56130 lub UGC 10048) – galaktyka soczewkowata (S0), znajdująca się w gwiazdozbiorze Węża. Odkrył ją Édouard Jean-Marie Stephan 19 czerwca 1879 roku.